# Черноклювая гагара
Черноклювая гагара, или полярная гагара, темноклювая (полярная) гагара (лат. Gavia immer) — птица из рода гагар (Gavia).

## Внешность
Одна из наиболее крупных гагар, размерами уступает лишь белоклювой. Длина тела — 690—910 мм, длина крыла — 331—400 мм, масса 2,7—6,3 кг. У взрослых птиц летом голова и шея чёрные с зелёным металлическим оттенком, узкий поперечный участок у основания горла имеет короткую продольной белую штриховку. Более широкий участок с такой штриховкой расположен по бокам шеи, образуя светлый полуошейник в её средней части. Верхняя сторона тела чёрная с крупными четырёхугольными (в плечевой области) и многочисленными мелкими округлыми белыми пятнами. Нижняя сторона белая с узкими продольными чёрными полосками по бокам груди. Первостепенные маховые буровато-чёрные, вся вершинная половина их стержней черноватая, рулевые чёрные. Клюв чёрный, прямой и массивный, плавающая птица обычно держит его горизонтально.
В зимнем наряде голова и шея взрослых птиц сверху черновато-бурые, спина несколько светлее, тёмно-бурая с размытым рисунком, образованным светлыми каймами и полосками, более широкими на вершинах плечевых перьев. Горло, нижняя сторона шеи, грудь и живот белые. Граница между черновато-бурым верхом и белым низом на боках головы и шеи довольно резкая, вокруг глаза чёткое узкое белое кольцо, у основания шеи — чёрно-бурое полукольцо. Клюв серовато-белый с голубоватым оттенком, его конек и вершина черноватые.
Гнездовой наряд сходен с зимним оперением взрослых, но верх более бурый, на перьях спины широкие бледно-серые каймы образуют отчётливый чешуйчатый рисунок. Светлое кольцо вокруг глаза менее выражено.
Пуховой птенец окрашен темнее, чем у других гагар. Первый наряд: сверху птенец тёмно-бурый, почти чёрный, нижняя сторона несколько светлее. Второй наряд светлее первого, брюшко и нижние кроющие крыла буровато-белые.

## Голос
Характерный крик черноклювой гагары — громкий и мелодичный вой, символ северной Канады. Этот звук птицы издают только во время периода размножения, для обозначения границ гнездовой территории. В случае опасности издаёт предостерегающий крик, напоминающий смех.
Обычно вечером или ночью их протяжные с подвыванием стоны слышны на многие километры вокруг. Гиканьем гагары подзывают брачных партнёров, птенцов и других особей на своём озере. Единственный звук, издаваемый гагарами в полёте, вибрато — сигнал тревоги, напоминающий хохот. Йодль, или тирольские трели, издают только самцы, этот звук главным образом ассоциируется с защитой территории. Каждый самец имеет свой характерный йодль, и чем крупнее птица, тем ниже звук. К тому же, когда самец меняет свою территорию, то меняет и йодль, стараясь при этом, чтобы он как можно больше отличался от йодля предыдущего хозяина.
- Клич темноклювой гагарыо файле
- Тревожный крик темноклювой гагарыо файле

## Распространение
Встречается в Северной Америке от тихоокеанского до атлантического побережья, на север до арктического побережья. К югу до северо-восточной Калифорнии, северо-западной Монтаны, Северной Дакоты, Айовы, Иллинойса, Индианы, Огайо, Пенсильвании, Массачусетса, Коннектикута, Нью-Гемпшира, Ньюфаундленда. Обитает и на некоторых островах: Исландия, Медвежий, Алеутских, Ян-Майен, Баффинова Земля, Ньюфаундленд. Отмечен залёт на Командорские острова (остров Беринга).
В западной Палеарктике регулярно гнездится только в Исландии и на о-ве Медвежий. Известно также гнездование пары в Шотландии в 1970 г. В июле-августе 1996 г. птиц встретили на Новой Земле. Указания на другие залёты в пределы европейской части России, требуют подтверждения так же, как и возможность её гнездования на Новой Земле.
Населяет преимущественно крупные и средней величины, довольно глубокие озёра с хорошо развитой прибрежной растительностью и пригодными для гнездования мелкими островками в тундрах и открытых участках таёжной зоны. Во время перелётов встречается на морских побережьях, крупных озёрах и реках. Зимует в прибрежной морской зоне, в Европе от Норвегии до Испании и Португалии, в Северной Америке от Аляски до Калифорнии и от Ньюфаундленда до Флориды и Мексиканского залива.

## Образ жизни
В полёте шея вытянута, ноги расположены сзади туловища. Перед взлётом разбегаются по воде. При посадке на воду сначала садятся грудью, чем вызывает типичный для этих гагар плеск.
Половой зрелости достигают в два года, живут до 20 и более лет.

## Питание
Полярная гагара, как и все остальные гагары, отлично ловит рыбу, иногда ныряя за ней на глубину до 60 м. На пресных водоёмах питается в основном небольшими щуками, окунями, речной форелью. На море ловит камбалу, форель, сельдь.

## Размножение
Сезон размножения начинается на юге ареала в мае, на севере по времени окончания паводка. Гнездо располагается рядом с водой. В кладке бывает 1—3 яйца, но, как правило, только два. Размер яиц 9 x 5,7 см. Высиживают яйца и кормят птенцов оба партнёра.

## Люди и темноклювая гагара
Темноклювая гагара является официальным символом провинции Онтарио и штата Миннесота. Изображена на канадской монете в $1 и на бумажной купюре $5 образца 1991 года (из так называемой «птичьей серии» Канады). Участвует во многих легендах коренных народов Северной Америки. Племена американских индейцев Британской Колумбии (Канада) считают, что протяжный вой черноклювой гагары возвещает дождь, чуть ли не провоцирует его.
Птица чувствительна к загрязнению и кислотным дождям, в связи с чем исчезла с некоторых озёр Северной Америки.